# Pionki (gromada 1969–1972)
Pionki – dawna gromada, czyli najmniejsza jednostka podziału terytorialnego Polskiej Rzeczypospolitej Ludowej w latach 1954–1972.
Gromady, z gromadzkimi radami narodowymi (GRN) jako organami władzy najniższego stopnia na wsi, funkcjonowały od reformy reorganizującej administrację wiejską przeprowadzonej jesienią 1954 do momentu ich zniesienia z dniem 1 stycznia 1973, tym samym wypierając organizację gminną w latach 1954–1972.
Gromadę Pionki z siedzibą GRN w mieście Pionki (nie wchodzącym w jej skład) utworzono 1 stycznia 1969 w powiecie kozienickim w woj. kieleckim z obszarów zniesionych gromad Januszno i Suskowola.
Gromada przetrwała do końca 1972 roku, czyli do kolejnej reformy gminnej. 1 stycznia 1973 utworzono gminę Pionki.
Uwaga: Gromada Pionki (o innym składzie) istniała także przez krótki czas jesienią 1954 w powiecie kozienickim.